# Juninho (ur. 1977)
Carlos Alberto Carvalho dos Anjos Junior (ur. 15 września 1977) – brazylijski piłkarz występujący na pozycji napastnika.

## Kariera klubowa
Od 1996 do 2013 roku występował w klubach EC Bahia, Vila Nova, União São João, SE Palmeiras, Kawasaki Frontale i Kashima Antlers.